# Mydła

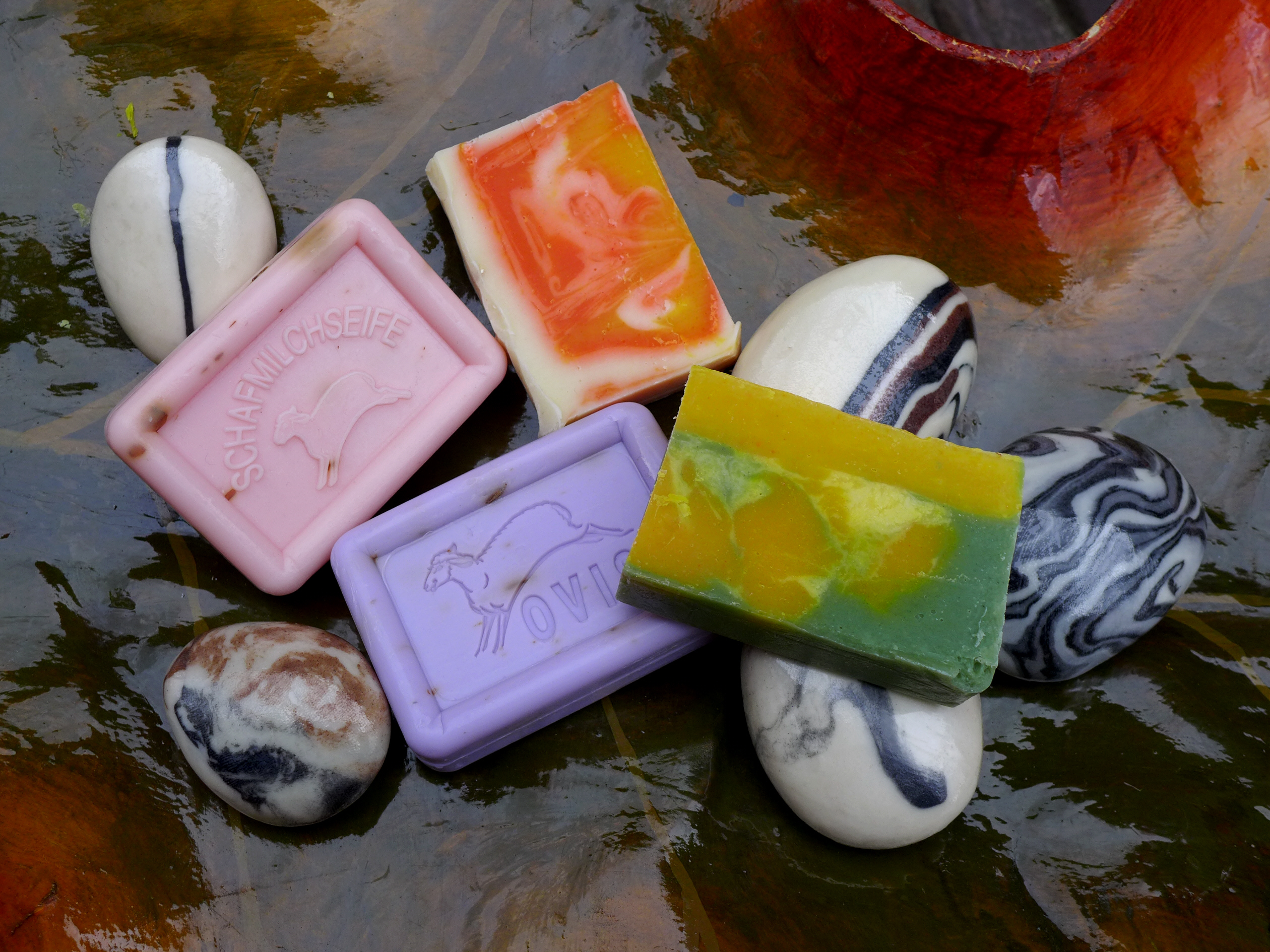
Kolekcja dekoracyjnych mydeł

Mydła – sole metali i wyższych kwasów tłuszczowych o 12–20 atomach węgla (np. palmitynowy, stearynowy, oleinowy). Są związkami powierzchniowo czynnymi – zmniejszają napięcie powierzchniowe na granicy faz.
Mydła znane są od starożytności i służą od tego czasu jako środki myjące i piorące. Najstarsze znane dowody na stosowanie mydła pochodzą z roku ok. 2800 p.n.e. z terenów Babilonu.
Myjący efekt mydeł wynika z ich własności amfifilowych. W wodzie tworzą one subtelną emulsję. Micele cząsteczek mydła obecne w wodzie przy zetknięciu z nierozpuszczalnym w wodzie brudem (głównie tłuszczami) wnikają w jego strukturę i „rozpuszczają go” poprzez wciągnięcie cząsteczek tłuszczu do wnętrza swoich miceli.

## Otrzymywanie

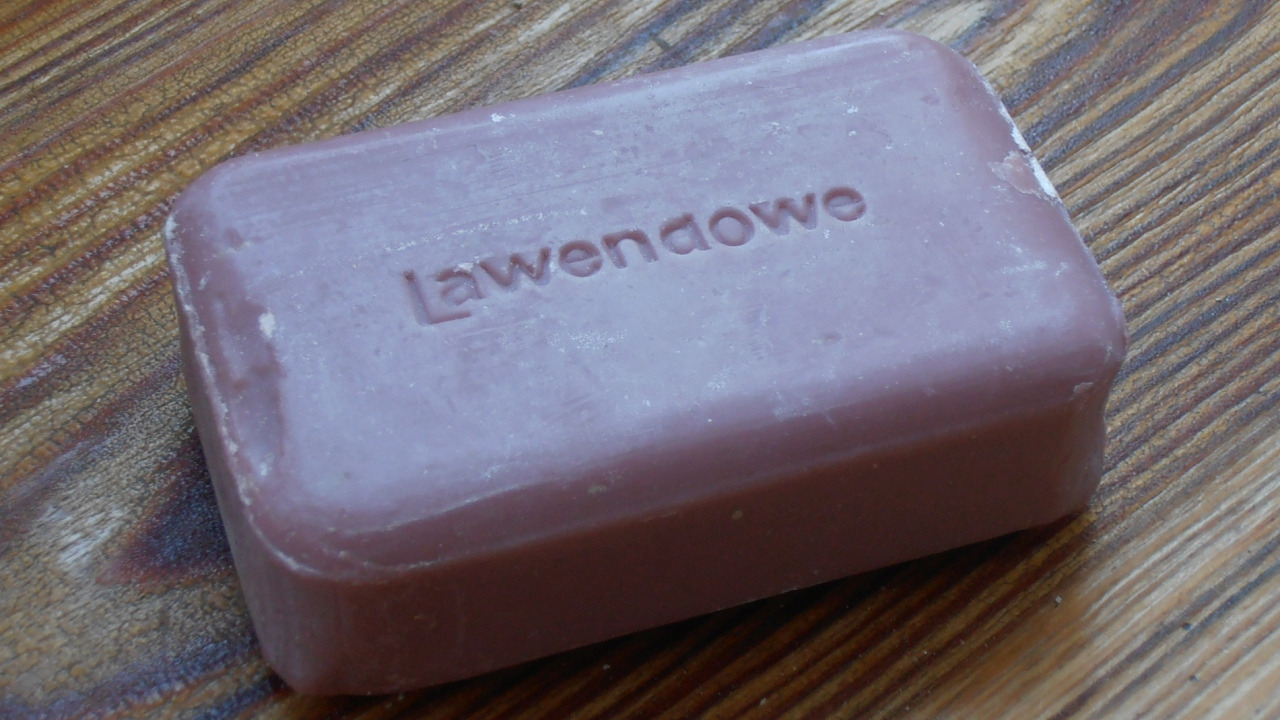
Kostka mydła toaletowego

Mydła otrzymuje się w wyniku reakcji hydrolitycznego zmydlania trójglicerydów wodorotlenkami. Reakcja zachodzi szybciej w obecności niewielkich ilości etanolu. Koniec zmydlania stwierdza się, gdy mała próbka mydła rozpuszcza się w wodzie (brak śladów tłuszczu).
Produkuje się je zwykle z tłuszczów nasyconych, aczkolwiek znane są także mydła z tłuszczów nienasyconych. Ich proces produkcji polega na długotrwałym gotowaniu tłuszczów ze stężonym roztworem zasady sodowej, potasowej lub litowej, na skutek czego dochodzi do zerwania wiązań estrowych oraz powstania gliceryny i mydła właściwego. Glicerynę czasami usuwa się z końcowego produktu lub zostawia, gdyż ma ona działanie nawilżające. Współcześnie coraz częściej produkuje się też mydła poprzez bezpośrednią reakcję zasad z kwasami tłuszczowymi otrzymanymi z rafinacji ropy naftowej.

Schemat reakcji zmydlania tłuszczów

## Podział

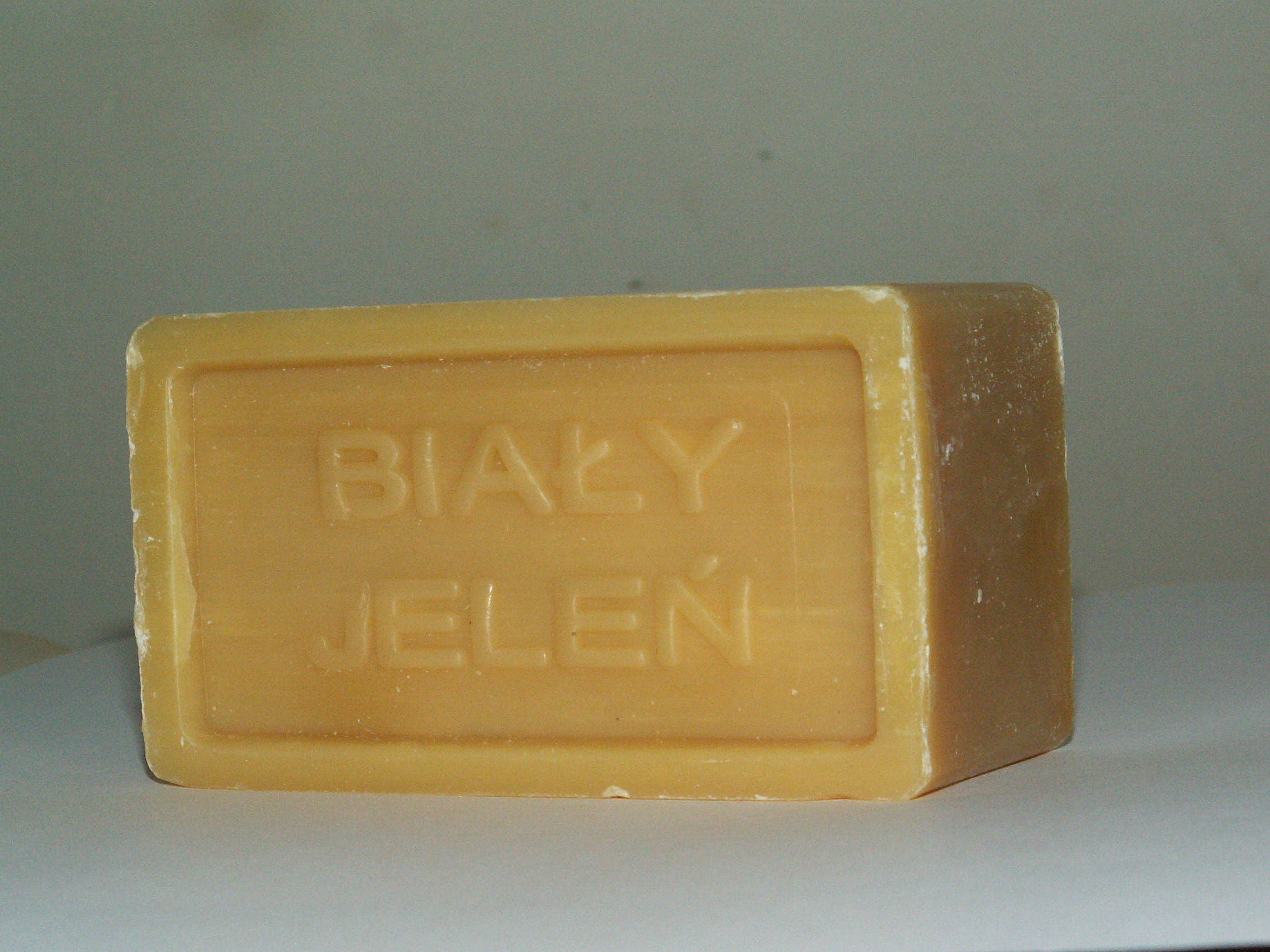
Szare mydło

- Ze względu na rodzaj metalu alkalicznego obecnego w mydłach:
  - rozpuszczalne w wodzie: mydła metali alkalicznych[1]
    - mydła potasowe, które są miękkie (maziste), zwane mydłem szarym, rozpuszczalne w wodzie
    - mydła sodowe (białe i twarde), które są stałe w temperaturze pokojowej i rozpuszczalne w wodzie – produkuje się z nich mydła w kostkach
    - mydła litowe, które są półciekłe w temperaturze pokojowej i słabo rozpuszczają się w wodzie – nie stosuje się ich jako środków myjących, lecz stosuje jako dodatki do litowych smarów łożyskowych

  - nierozpuszczalne w wodzie: mydła metali ziem alkalicznych i metali ciężkich[1], np. mydła wapniowe lub magnezowe – tworzą się np. w wyniku reakcji mydła rozpuszczalnego z jonami Ca2+ i Mg2+ obecnymi w wodzie twardej.

- Ze względu na konsystencję mydła:
  - twarde
  - miękkie
  - ciekłe
- Ze względu na odczyn wodnych roztworów:
  - alkaliczne
  - obojętne

## Zastosowanie w lecznictwie
Farmakopea Polska VI wymienia następujące mydła:
- Mydło lecznicze (łac. Sapo medicatus) – biały lub żółty proszek, rozpuszczalny w wodzie i gorącym etanolu. Roztwór pieni się przy wytrząsaniu. Otrzymuje się je przez dodanie etanolu i roztworu wodorotlenku sodu do stopionej na łaźni mieszaniny smalcu wieprzowego i oleju rzepakowego. Ogrzewa się do zmydlenia, a następnie wysala chlorkiem sodu z dodatkiem węglanu sodu. Mydło przemywa się wodą, wyciska w płótnie, kroi na plasterki i suszy, a następnie proszkuje. Mydło lecznicze stosuje się do sporządzania preparatów farmaceutycznych, takich jak maści i mazidła.
- Mydło potasowe (łac. Sapo Kalinus, Sapo vividis) – mazista, żółtobrunatna, miękka, prześwitująca masa o charakterystycznym zapachu, łatwo rozpuszczalna w wodzie. Otrzymywane z oleju lnianego ogrzewanego z roztworem wodorotlenku potasu i etanolem. Ma zastosowanie jako łagodny środek dezynfekujący. Działa również keratolitycznie na naskórek. Stosowany do otrzymywania spirytusu mydlanego i mydła krezolowego.

Znajduje się w niej także monografia „spirytusu mydlanego” (łac. Saponis kalini spiritus) – etanolowego roztworu mydła potasowego. Jest to żółtobrunatny, przezroczysty płyn o zapachu lawendy. Otrzymywany przez rozpuszczenie w etanolu mydła potasowego i dodanie etanolowego roztworu olejku lawendowego. Stosowany zewnętrznie do zmywania i dezynfekcji skóry.
Farmakopea Polska IV opisuje „mydło krezolowe” (łac. Sapo cresoli), lepiej znane pod nazwą lizol. Jest to żółtobrunatna, przezroczysta ciecz o zasadowym odczynie i zapachu krezolu. Z wodą daje przezroczyste roztwory dzięki solubilizowaniu przez mydło potasowe krezolu. Stosowane jako środek odkażający (3–10% wodne roztwory).

## Mydło w patofizjologii
W przebiegu ostrego zapalenia trzustki dochodzi do martwicy enzymatycznej tkanki tłuszczowej (głównie w obrębie krezki) oraz wytrącenia się mydeł wapniowych w postaci charakterystycznych biało-szarych ognisk. Podczas tego zapalenia prolipaza trzustkowa jest uwalniana pozakomórkowo i jest aktywowana w lipazę poza siecią przewodów trzustkowych. Czynna lipaza rozrywa wiązania estrowe, umożliwiając wytrącenie się mydeł. Rozpuszczalne w płynach ustrojowych mydła potasowe i sodowe ulegają wchłonięciu, nierozpuszczalne mydła wapniowe tworzą charakterystyczne ogniska w jamie brzusznej.
Ten rodzaj martwicy z wytrącaniem się mydeł został po raz pierwszy opisany w roku 1882 przez niemieckiego lekarza Wilhelma Augusta Balsera (zm. 1892) i jest ona nazywana „martwicą balserowską” lub „martwicą Balsera”.